# Zarmagandey (Niamey)
Zarmagandey (auch: Zarmagandeye) ist ein Stadtteil von Niamey in Niger.
Zarmagandey ist eine informelle Siedlung, die in den 1980er Jahren durch den Zuzug von Angehörigen der ethnischen Gruppe der Zarma entstand. Die Aufteilung der Grundstücke geschah zum Missfallen der Stadtverwaltung. Im Jahr 2014 hatte Zarmagandey rund 15.000 Einwohner. Die Siedlung befindet sich am westlichen Rand der urbanen Stadtviertel des Arrondissements Niamey V. Die benachbarten Stadtviertel sind Lamordé im Norden, Karadjé im Osten und Nordiré im Süden jenseits der Nationalstraße 6.
Zarmagandey liegt auf einem Alluvialboden, der im Norden des Stadtteils eine Einsickerung ermöglicht. Dort ist das Grundwasser gefährdet verunreinigt zu werden. Im Süden des Stadtteils ist der Grundwasserspiegel hingegen so hoch, dass keine Einsickerung möglich ist, was wiederum die Überschwemmungsgefahr erhöht. Zarmagandey ist in der Regenzeit in den Monaten Juli und August regelmäßig Überschwemmungen ausgesetzt. Durch die Siedlung verläuft ein Altarm des Flusses Niger, der in der Regenzeit Wasser führt. Zu schweren Hochwasserschäden kam es in den Jahren 1998, 2010, 2012, 2013 und 2017. Bei der Flutkatastrophe von 2010 wurden dabei 36 Wohnhäuser zerstört, im Jahr 2017 21 Wohnhäuser.
In Zarmagandey gibt es ein Gesundheitszentrum (Centre de Santé Intégré), das 2008 von der Hilfsorganisation World Vision gegründet und 2011 vom nigrischen Gesundheitsministerium mit einer Solarstromversorgung ausgestattet wurde. Das Gesundheitszentrum war 2014 für die Versorgung von rund 30.000 Menschen zuständig. Dazu zählten neben den Einwohnern von Zarmagandey jene des Stadtviertels Nordiré, der Dörfer Diamowé, Ganguel, Kossey, Kourtéré Boubacar und Kourtéré Samboro sowie der Weiler Bibia, Birniol, Bougoum, Djadjiré, Hogolé, Kariel, Kolonsa, Lamoudé, Lokoto, Lougadjam, Tchangaré und Yowaré. Außerdem gibt es eine Grundschule im Stadtteil. Die Wohnhäuser in Zarmagandey sind üblicherweise Lehmziegelbauten ohne jeden Komfort. Gekocht wird im Freien. Es gibt kein Fließwasser und entsprechend auch keine Duschen und Wasserklosetts.